# Mír v Lunéville
Mír v Lunéville je označení pro mírovou dohodu, podepsanou 9. února 1801 v Lunéville mezi vítěznou Francií a Svatou říší římskou, reprezentovanou jejím posledním císařem, Františkem II. Mírové dohodě, ukončující druhou koaliční válku, předcházelo příměří, podepsané 25. prosince 1800 ve Steyru.

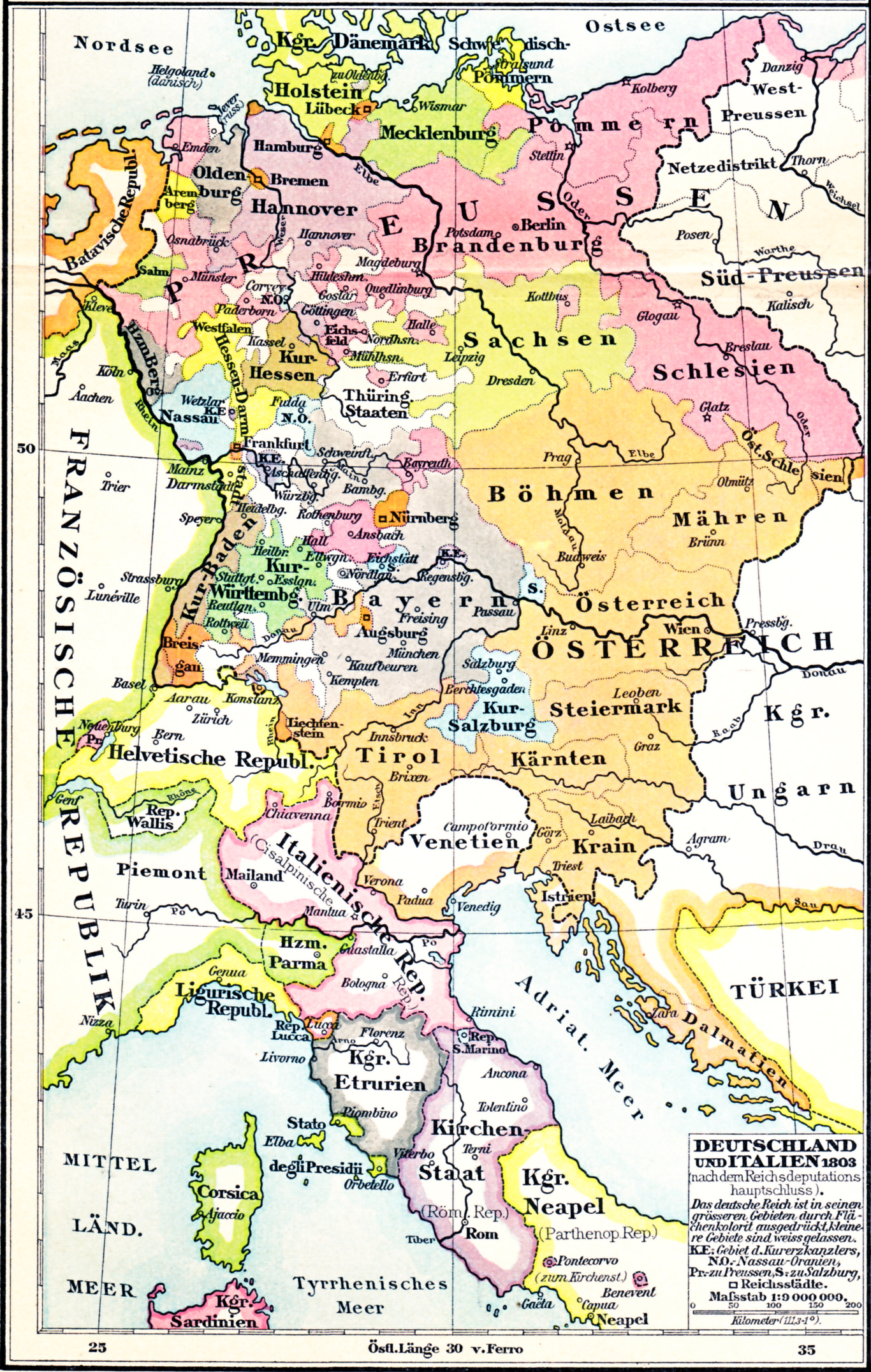
Mapa změn po Finálním usnesení mimořádné říšské deputace r. 1803. Západní hranice říše odpovídá stavu stanoveném mírem v Lunéville

## Mírová ujednání

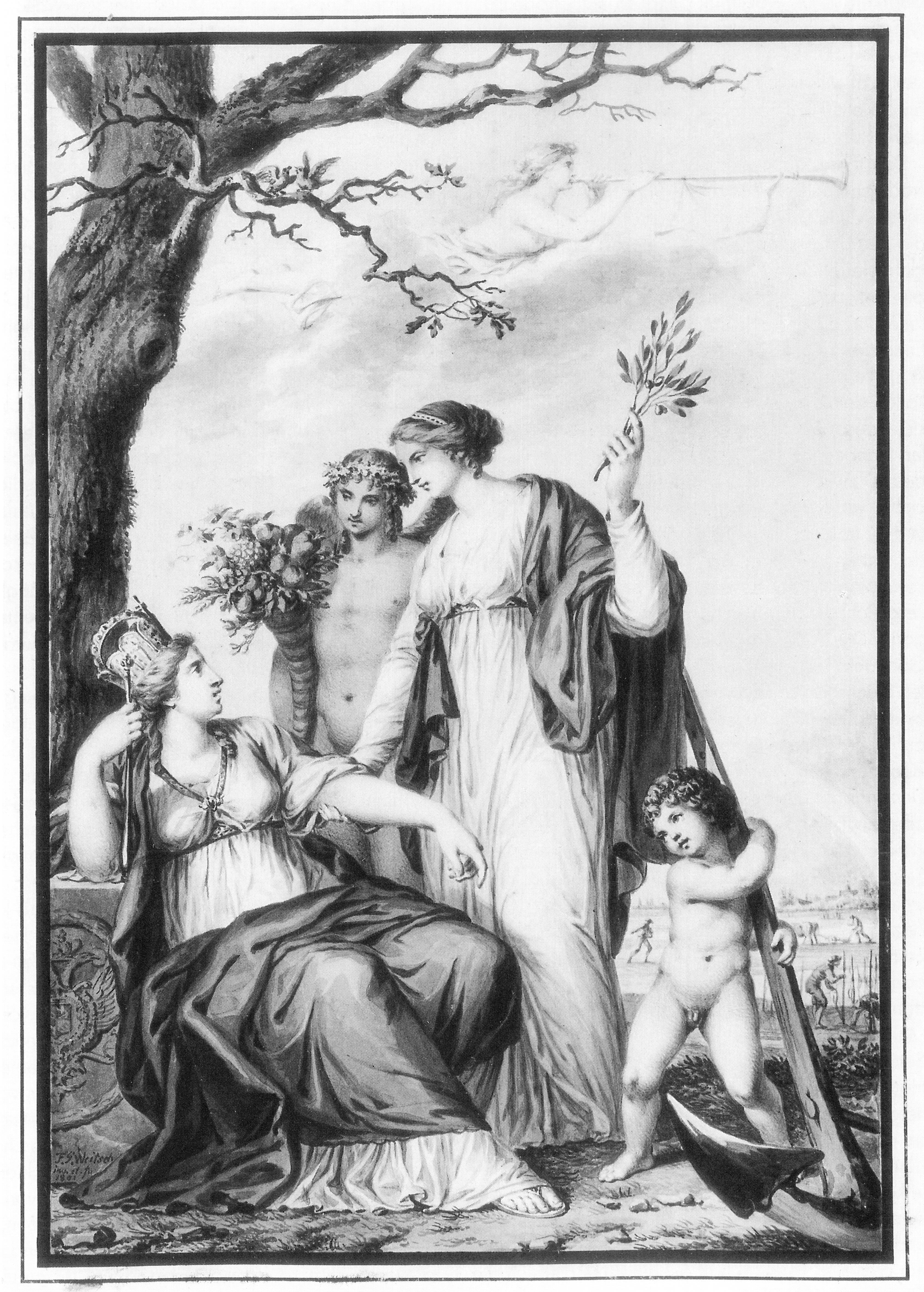
Bohyně míru utěšuje Germánii – Alegorie na Mír v Lunéville, Friedrich Georg Weitsch, 1801

Na mírových jednáních zastupoval Francii Josef Bonaparte, budoucí španělský král, Rakousko a říši potom hrabě Jan Ludvík Cobenzl, který vedl císařskou delegaci již na mírových rozhovorech v Campo Formio. Francii se podařilo dosáhnout plného odstoupení levého břehu Rýna říší. Zároveň francouzští zástupci přiměli císaře k tomu, aby postiženým vládcům slíbil jako náhradu území duchovních říšských států a teritorií. Francii se konečně podařilo dosáhnout legalizace držby levého břehu Rýna, okupovaného od r. 1794. Tento požadavek vznesli její diplomaté již při podpisu mírové smlouvy v Campo Formio a znovu měsíc poté 4. listopadu 1797, ovšem brzké rozpoutání druhé koaliční války zabránilo uvedení mírových ujednání do praxe. Jeden měsíc po podpisu mírové smlouvy, 9. března 1801 převzal tyto državy oficiálně francouzský první konzul, Napoleon Bonaparte. Císař se dále zavázal, za své dědičné země i za suverény ve Svaté říši římské, uznat diplomaticky dceřiné republiky: Batávskou, Helvétskou a Ligurskou a dále slíbil nepodporovat Velkou Británii v její pokračující válce s Francií, otevřeně ani skrytě. Rakousko a s ním i Svatá říše římská přistoupily opětovně na podmínky územních ústupků daných mírem v Campo Formio a Francie naopak potvrdila své dřívější uznání rakouského připojení Benátska, benátské jižní Istrie a Dalmácie, jakož i definitivní přivtělení říšského svobodného města (přístavu) Terst, který stál již od 15. století pod volnou habsburskou svrchovaností. K míru přistoupila například také Republika spojených nizozemských provincií, která se musela smířit se svým zánikem, nebo nově ustavená Republika helvétská, která naopak mírem získala malá území. Rýnská hranice nebyla dodržena zcela striktně. Jednak obsazením Nizozemí se Francie rozšířila daleko na sever za Rýn, naopak např. město Basilej, rozložené na obou březích Rýna, zůstalo zachováno jednotné, protože Francie v tomto případě ustoupila Helvétské republice jako svému spojenci. Jiná města, jako Laufenburg byla rýnskou hranicí roztržena vedví mezi Helvétii a Přední Rakousy.

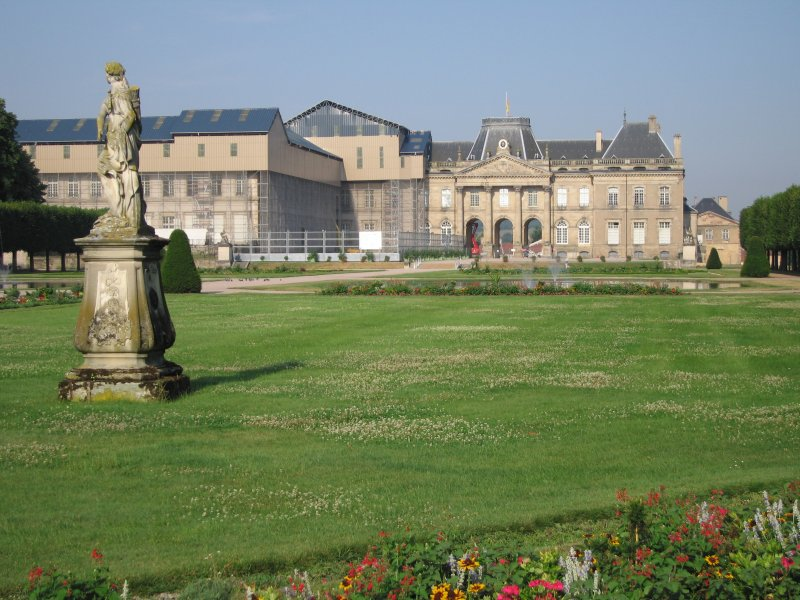
Zámek Lunéville ve Francii, místo podpisu mírové dohody

## Články mírové smlouvy podrobně
Článek I. – mír mezi císařem a říší na jedné a první Francouzskou republikou na druhé straně
Článek II. – odstoupení Rakouského Nizozemí Francii podle článku III mírové smlouvy z Campo Formio
Článek III. – Rakousko odstoupí Helvétské republice okrsek Frickthal a všechna další území na levém břehu Rýna mezi Zurzachem a Basilejí. Rakousko odstoupí Francii hrabství Falkenstein.
Článek IV. – obnovuje se článek XVIII. míru v Campo Formio, dle kterého se císař zavazuje vlastním územím odškodnit vyvlastněného vévodu modenského.
Článek V. – velkovévoda toskánský a vévoda parmský se zříkají svých zemí v Itálii, císař se zavazuje na území říše odškodnit toskánského velkovévodu. Toskánské pasivní dluhy přebírá Francie a eventuální nástupnické státy v Itálii
Článek VI. – císař se jménem říše zavazuje předat plnou státní svrchovanost nad bývalými říšskými územími na levém břehu Rýna mezi hranicemi Helvétské a Batávské republiky Francii. Říční pevnosti na pravém břehu Rýna nesmí být více vyzbrojovány, nýbrž uchovány v aktuálním stavu.
Článek VII. – císař se zavazuje veškeré dědičné vládce, postižené vyvlastněním na levém břehu Rýna, odškodnit z říšských majetků v souladu s ustanoveními předchozího kongresu v Rastattu. Toto ustanovení předznamenalo grandiózní sekularizaci a likvidaci knížecích biskupství, rytířských řádů a klášterů.
Článek VIII. – Francouzská republika na obsazených územích přebírá pouze ty státní dluhy, které vznikly vlastním výkonem správy těchto zemí a také ty, k nimž daly výslovný souhlas místní zemské stavy.
Článek IX. – na všech levobřežních rýnských územích, připadlých Francii se ruší jakékoli poddanské vztahy a závazky, jako robota či odvody poddanských dávek a také vrchnostenské soudnictví.
Článek X. – poddanské vztahy se ruší rovněž na statcích, které byly součástí státního území Francie již před vypuknutím první koaliční války, ale měly vlastníky, pocházející z říše.
Článek XI. – tato mírové dohoda císaře s Francií, konkrétně články VIII., IX., X. a XV. mají platit také ve vztahu habsburské monarchie vůči Batávské, Ligurské, Cisalpinské a Helvétské republice.
Článek XII. – císař se v souladu s článkem VIII. mírové smlouvy z Campo Formio zříká všech nároků na státní svrchovanost, majetek, příjmy či závazky vůči Cisalpinské republice, na jejímž území držel před první koaliční válkou několik zemí.
Článek XIII. – císař se v souladu s dohodou z Campo Formio zříká za říši všech zemí, majetků, příjmů, práv a nároků, jakož především říšských lén na území Ligurské republiky.
Článek XIV. – v souladu s článkem XI. dohody z Campo Formio bude napříště říční plavba na Adiži mezi habsburskou monarchií a Cisalpinskou republikou svobodná a bezcelní. Plavba válečných lodí a člunů je oboustranně zakázaná.
Článek XV. – vzájemná výměna válečných zajatců
Článek XVI. – osobní statky arcivévodů Ferdinanda a Karla na území Cisalpinské republiky jim mají být vráceny, ovšem ve lhůtě 3 let mají být prodány Cisalpinské republice.
Článek XVII. – jmenovitě články XII., XIII., XV., XVI., XVII. a XXIII mírové dohody z Campo Formio jsou potvrzeny a budou provedeny účinností této mírové smlouvy.
Článek XVIII. – dnem podpisu mírové smlouvy končí oboustranně jakékoli vybírání válečné kontribuce či nucené práce pro nepřátelskou stranu.
Článek XIX. – představitelé obou stran: císař František II. a první konzul Napoleon Bonaparte musí nejpozději do 30 dnů, pokud možno ještě dříve, tuto mírovou dohodu ratifikovat.

## Důsledky

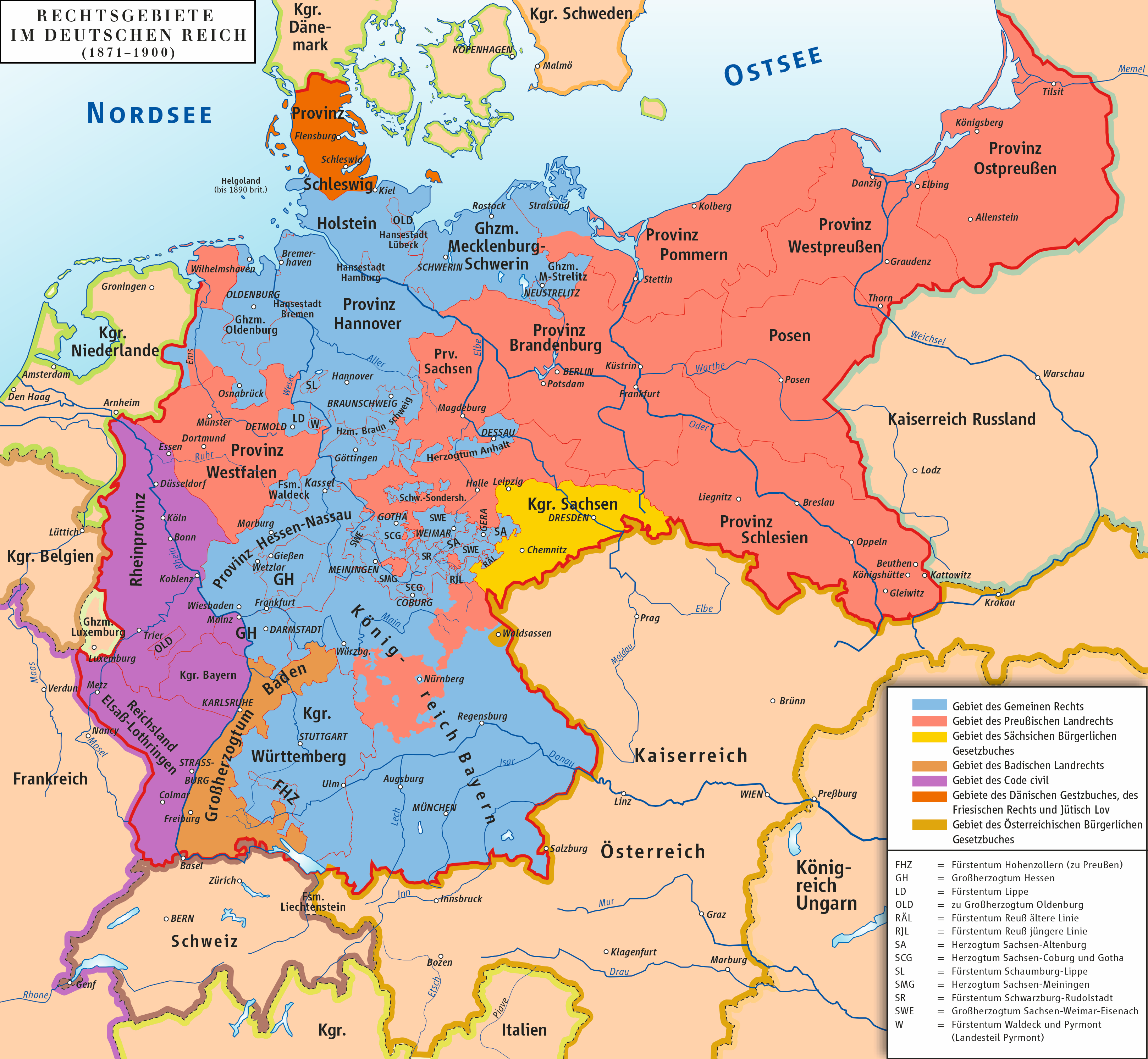
Mapa občansko-právních obvodů Německého císařství koncem 19. století. Fialovou barvou je vyznačena oblast platnosti Code civil, jako sto let trvající důsledek míru z Lunéville

Bezprostředním důsledkem mírové smlouvy bylo vydání papežské buly Qui Christi Domini, faktické součásti konkordátu s Francií, kterou Svatý stolec souhlasil se zrušením řady francouzských biskupství včetně změn v církevní správě na západním břehu Rýna v bývalé říši. Císař František II. musel vzápětí svolat říšský sněm, a podepsat Finální usnesení mimořádné říšské deputace, se kterým byla spojená mamutí sekularizace duchovních knížat a klášterů. To byl počátek velkého oslabení prokatolických, prohabsburských a vlastně i proříšských sil, což vedlo k zániku říše. Napoleonovi naproti tomu oddych na východní hranici umožňoval soustředit se na plány invaze do Anglie, reformu armády a především posilování osobní moci, které vedlo v roce 1804 k jeho císařské korunovaci. Zajímavým a dodnes patrným důsledkem odtržení rýnských levobřežních států a teritorií je dosud přetrvávající vliv Napoleonova Code civil, který se promítl např. do organizace notariátu či systému pohřebnictví a ještě dnes odlišuje na úrovni podzákonných předpisů a vyhlášek oblasti západně od Rýna od zbytku Německa. Code civil platil všude na levém břehu Rýna jako hlavní občanský zákoník až do roku 1900, kdy byl zaveden v Německém císařství nový občanský zákoník, který sjednocoval Německo po stránce občanského práva. V Rakousku způsobil výsledek druhé koaliční války a nepříjemný mír v Lunéville změny na postu státního kancléře (ministra zahraničí monarchie). Dosavadní kancléř, svobodný pán Johann Amadeus von Thugut, jehož konfrontační politika vůči Francii i Prusku se neosvědčila, byl již roku 1800 odvolán. Po krátkém působení hraběte Ferdinanda Trauttmansdorfa (1800–1801) byly zahraniční záležitosti svěřeny hraběti Johannu Ludwigu Cobenzelovi, bývalém vyslanci v Rusku, který císaře Františka II. zastupoval jako vyjednavač právě během mírových dohod v Lunéville.